# Phyllonorycter ganodes
Phyllonorycter ganodes là một loài bướm đêm thuộc họ Gracillariidae. Loài này có ở Ấn Độ.
Ấu trùng ăn Malus domestica, Malus pumila và Malus sylvestris. Chúng có thể ăn lá nơi chúng làm tổ.